# Delphyre orientalis
Delphyre orientalis är en fjärilsart som beskrevs av Rothschild 1912. Delphyre orientalis ingår i släktet Delphyre och familjen björnspinnare. Inga underarter finns listade i Catalogue of Life.